# Mała Rawka

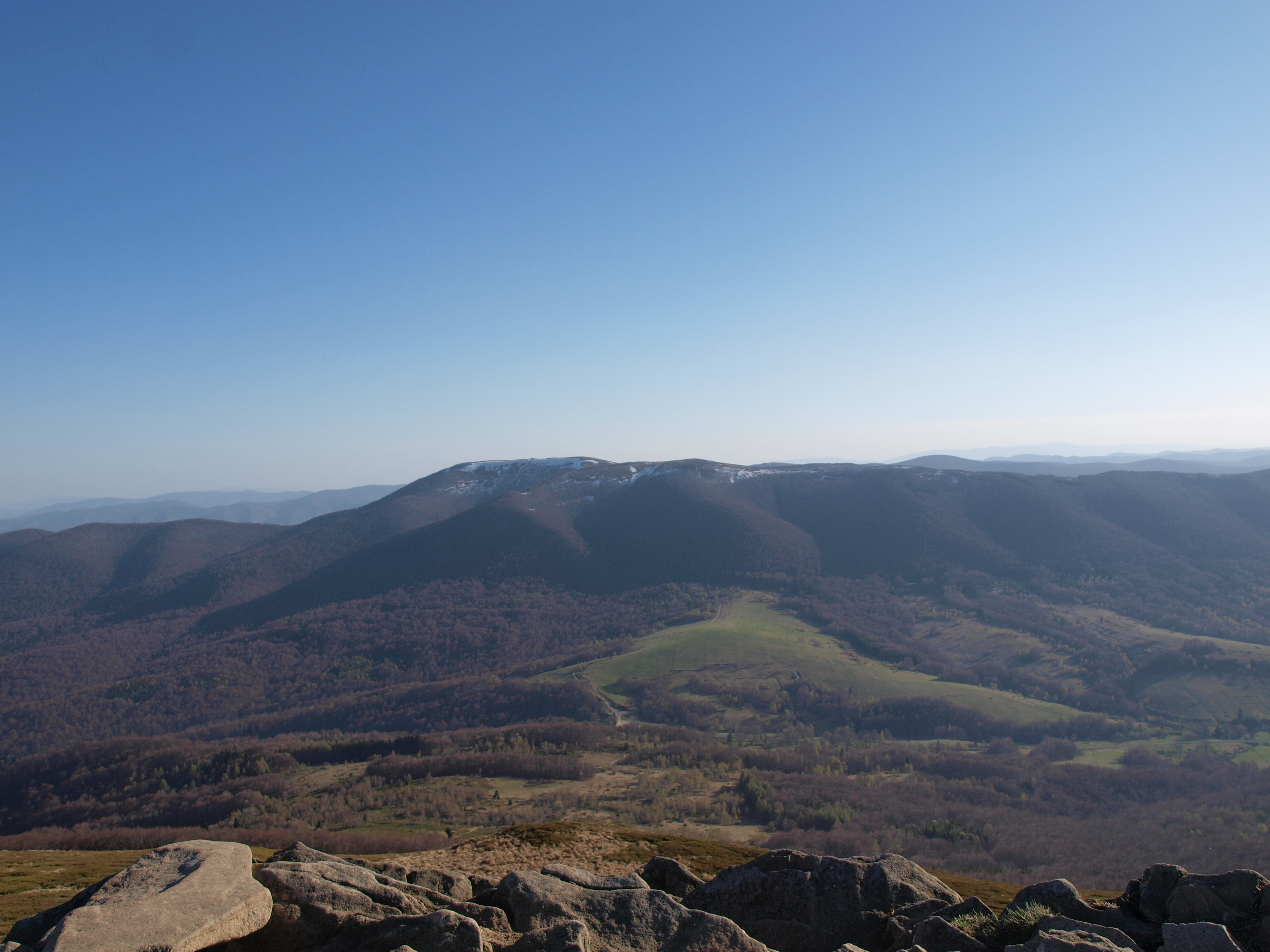
Widok na pasmo Małej i Wielkiej Rawki z Połoniny Caryńskiej.

Mała Rawka (1272 m) – góra będąca kulminacją grzbietu Dział. Znajduje się niedaleko wsi Ustrzyki Górne w Bieszczadach Zachodnich. Na północny wschód odbiega z niej grzbiet, poprzez Wyżniańską Przełęcz biegnący ku Połoninie Caryńskiej. Leży 15 minut szlakiem górskim od Wielkiej Rawki, oddzielona od niej wysoko położoną przełęczą (1254 m), na której rośnie najwyżej występujący w polskich Bieszczadach las. Jej szczyt pokrywa niewielka połonina będąca doskonałym punktem widokowym na najbardziej znane bieszczadzkie masywy: grupę Tarnicy, Połoninę Wetlińską i Caryńską. Zdobycie Małej Rawki wiąże się z pokonaniem przewyższenia około 300 metrów od jej podnóży.
Z rzadkich w Polsce gatunków roślin stwierdzono występowanie tocji karpackiej i czeremchy skalnej

## Piesze szlaki turystyczne
Wetlina Kościół – Dział – Mała Rawka – Bacówka PTTK "Pod Małą Rawką" – Przełęcz Wyżniańska – Połonina Caryńska – Przysłup Caryński – schronisko studenckie „Koliba”:
- z Wetliny 3.30 h (↓ 2.30 h)
- z Przełęczy Wyżniańskiej 1.40 h (↓ 1.00 h)

 Mała Rawka – Wielka Rawka (0.20 h, z powrotem 0.15 h)
 Przełęcz Wyżniańska – Wierch Wyżniański – Bacówka PTTK „Pod Małą Rawką” – Mała Rawka – Wielka Rawka – droga wojewódzka nr 897 1 km na zachód od Ustrzyk Górnych (ścieżka przyrodnicza "Wielka Rawka" biegnąca wzdłuż szlaków pieszych)